# Сицилийское таро
Сицилийское таро (итал. Tarocco Siciliano) — сокращённый вариант колоды Таро, используемый для сицилийского варианта игры тароккини втроём. Одна из трёх традиционных итальянских колод Таро, наряду с болонским и пьемонтским таро, до сих пор использующаяся для местных карточных игр. Однако, в отличие от других игровых колод, фигурные карты сицилийского таро выполнены в одностороннем виде.

## Состав
Предшественником сицилийского таро стала местная разновидность португальской колоды, в которой вместо старшего аркана Дьявол использовалась карта Корабль. Уменьшение числа карт с 78 до 63 за счёт выбрасывания части младших арканов произошло в связи с распространением в XVIII веке варианта игры тароккини, рассчитанного на трёх игроков.
Все фигурные карты, включая лицевые карты младших арканов, выполнены в одностороннем виде.

### Младшие арканы
| Масти   |         |       |        |         |
| Русский | мечи    | кубки | монеты | палицы  |
| Italian | Spade   | Coppe | Denari | Bastoni |
| Spanish | Espadas | Copas | Oros   | Bastos  |

Масти младших арканов аналогичны итало-испанской колоде обыкновенных игральных карт: мечи, палицы, монеты и кубки. При этом мечи изображаются прямыми, а палицы неровными, как в испанской колоде; однако на числовых картах их изображения пересекаются, как в итальянской колоде. Достоинство числовых карт масти монет варьируется от 4 до 10, остальных мастей — от 5 до 10. Как и в португальской колоде, на числовых картах присутствуют индексы, размещённые по центру края карты. В состав лицевых карт входят (по возрастанию достоинства) служанки (также именуемые доннами), рыцари, королевы и короли. Использование двух женских персонажей (в том числе служанок вместо валетов) также заимствовано напрямую из португальской колоды.

### Старшие арканы
Старшие арканы включают в себя 21 козырь и Дурака, иногда также именуемого Беглецом (итал. Fugitive). Как и в болонском таро, старший козырь обладает номером 20. Однако младший козырь, соответствующий традиционной карте Маг, носит уникальное название Нищий (итал. Miseria) и вместо номера помечен соответствующей подписью. Для нумерации остальных козырей используются арабские цифры.
С Нищим связана дополнительная особенность колоды: в состав т. н. концов (карт, влияющих на процесс торговли и аналогичных удле во французском таро), наряду с Дураком и самым старшим козырем, вместо него входит козырь под номером 1. Данная карта носит название Игроки ( Bagotti / Picciotti) и соответствует карте Папесса, историческому аналогу Верховной Жрицы из традиционной колоды.
Помимо Нищего, в сицилийском таро присутствует ещё одна карта, не встречающаяся в других колодах, — Постоянство (итал. La Constanza), обладающее номером 4 и заменяющее Папу (исторический аналог Верховного Жреца). Постоянство олицетворяет женская фигура со знаменем в руках. Данная карта схожа с картой Философия из колод Тарокки Мантеньи.
Козырь номер 20, соответствующий традиционной карте Суд, носит название Юпитер (итал. Giove). На карте изображены бог Юпитер и орёл, сидящие на скале. Аналогичный же Миру Атлант носит номер 19 и является лишь вторым по старшинству (как и в болонском таро).
На картах Солнце, Луна и Звезда присутствуют дополнительные фигуры, нехарактерные для других колод: двое дерущихся мужчин под изображением Солнца, влюблённая пара под деревом под Луной и всадник под Звездой. Башня (козырь номер 15) изображается целой, а не разрушающейся; отсутствует и изображение бьющей молнии. Прообразом Корабля (козырь номер 14) послужила карта Вода из флорентийской колоды Минкьяте — расширенного варианта Таро. Повешенный (козырь номер 11) изображается повешенным за шею на суку дерева, а не подвешенным за ногу к перекладине.
Помимо Нищего и Юпитера, в исторических источниках зафиксированы только названия козырей Постоянство, Корабль и Башня. Названия остальных козырей являются условными.
Различия последовательности козырей сицилийского таро и старших арканов марсельского представлены в таблице:

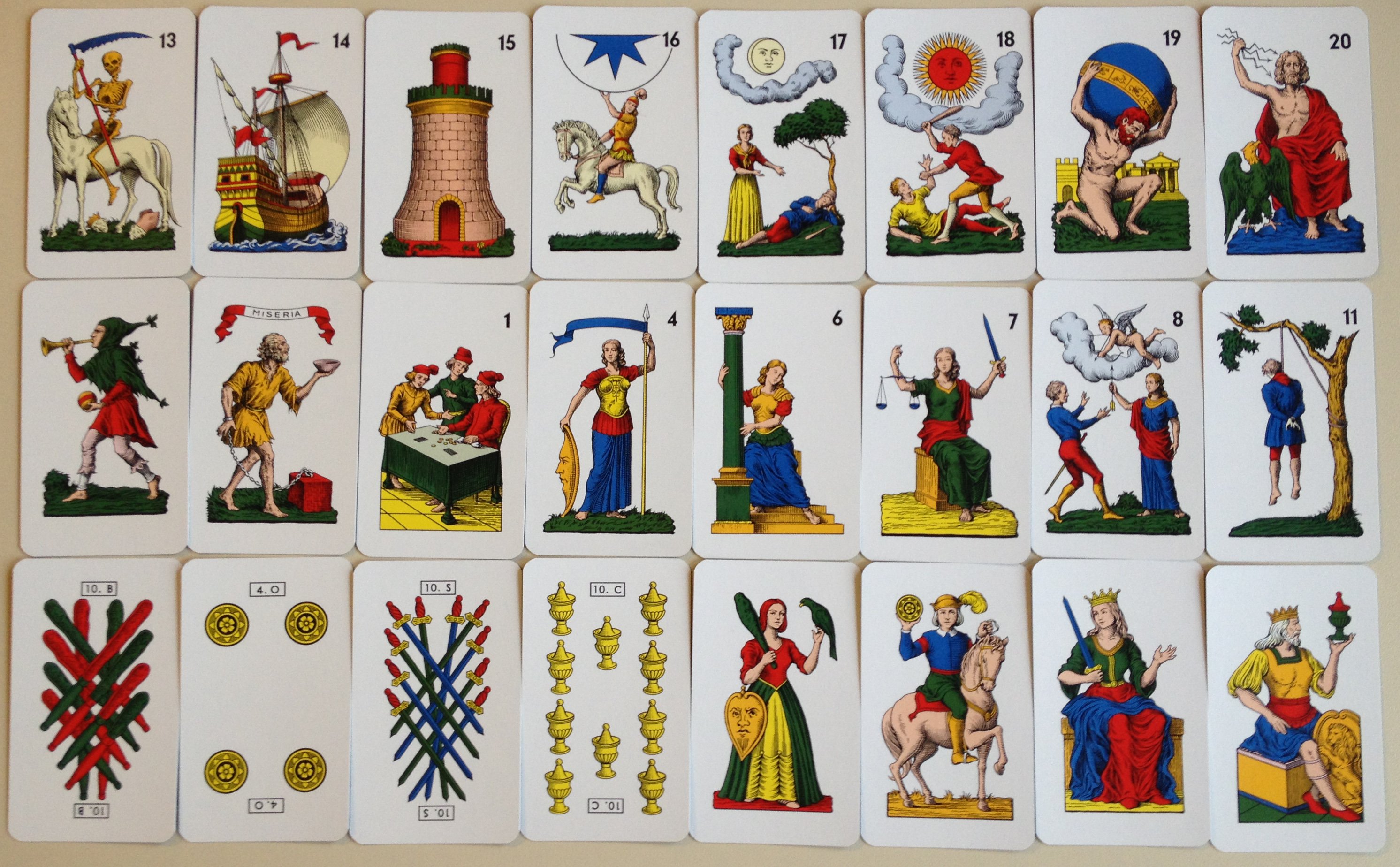
Карты из современной колоды производства итальянской компании Dal Negro

| Сицилийское таро   | Сицилийское таро | Сицилийское таро | Марсельское таро | Марсельское таро |
| Достоинство козыря | Индекс           | Название козыря  | Название карты   | Номер карты      |
| ------------------ | ---------------- | ---------------- | ---------------- | ---------------- |
| 20                 | 20               | Юпитер           | Суд              | XX               |
| 19                 | 19               | Атлант           | Мир              | XXI              |
| 18                 | 18               | Солнце           | Солнце           | XIX              |
| 17                 | 17               | Луна             | Луна             | XVIII            |
| 16                 | 16               | Звезда           | Звезда           | XVII             |
| 15                 | 15               | Башня            | Башня            | XVI              |
| 14                 | 14               | Корабль          | Дьявол           | XV               |
| 13                 | 13               | Смерть           | Смерть           | XIII             |
| 12                 | 12               | Отшельник        | Отшельник        | IX               |
| 11                 | 11               | Повешенный       | Повешенный       | XII              |
| 10                 | 10               | Колесо           | Колесо Фортуны   | X                |
| 9                  | 9                | Колесница        | Колесница        | VII              |
| 8                  | 8                | Любовь           | Влюблённые       | VI               |
| 7                  | 7                | Правосудие       | Справедливость   | VIII             |
| 6                  | 6                | Сила             | Сила             | XI               |
| 5                  | 5                | Умеренность      | Умеренность      | XIV              |
| 4                  | 4                | Постоянство      | Верховный Жрец   | V                |
| 3                  | 3                | Император        | Император        | IV               |
| 2                  | 2                | Императрица      | Императрица      | III              |
| 1                  | 1                | Игроки           | Верховная Жрица  | II               |
| 0                  | —                | Нищий            | Маг              | I                |

## Ранние варианты оформления колоды
Сицилийское таро не претерпевало глобальных изменений с течением времени. Тем не менее, колоды, изготовленные до XIX века, несколько отличаются от современного варианта:
- Козыри нумеровались римскими цифрами от I до XX в архаичном исполнении. Так, карта Корабль носила номер XIIII вместо XIV, а Атлант — XVIIII вместо XIX.
- Младший козырь, не имеющий номера, носил название Бедняк (итал. La Poverta).
- Названия карт также присутствовали на знамени в руках фигуры Постоянства и рядом с номером Юпитера.
- Юпитер изображался сидящим вместе с виночерпием Ганимедом на спине орла, зависшего над городской панорамой.
- Повешенный изображался повешенным за шею, но на виселице, а не на дереве.
- Знаки масти палиц по форме были больше похожи на итальянские, чем на испанские.

В XIX веке некоторое время существовал вариант современного оформления колоды, в котором Императрицу заменял Король, изображаемый с усами.
В состав колод, выпускавшихся во второй половине XIX века, входила дополнительная 64-я карта — туз монет. Он не участвовал в игре и использовался только для нанесения акцизной марки.